# US Open i tennis 2023
US Open i tennis 2023 är den 143:e upplagan av US Open och den fjärde och sista Grand Slam-tävlingen för året. Turneringen avgörs på Billie Jean King National Tennis Center i New York mellan den 28 augusti och den 10 september. Den är öppen för kvinnor och män i singel och dubbel, för flickor och pojkar i singel och dubbel samt för rullstolsburna kvinnor och män i singel och dubbel.